# Dil Bole Hadippa!

Dil Bole Hadippa ! est un film indien de Bollywood réalisé par Anurag Singh et produit par Aditya Chopra sous la bannière Yash Raj Films. Les acteurs principaux sont Rani Mukherjee et Shahid Kapoor, les acteurs de second rôle sont Anupam Kher, Rakhi Sawant et Sherlyn Chopra. Dil Bole Hadippa sort en salle en Inde le 18 septembre 2009.

## Synopsis
Le film raconte l'histoire de Veera Kaur (Rani Mukherji), une fille égocentrique qui vit dans un petit village du Pendjab et qui rêve de jouer au cricket dans une grande équipe. Rohan (Shahid Kapoor) est un capitaine accompli d'une équipe de cricket du comté de l'Angleterre. Rohan retourne en Inde pour diriger l'équipe de cricket de son père qui a perdu consécutivement tous ses matchs pendant ses 8 dernières années.
Dans un village où les filles ne jouent pas au cricket, Veera doit mettre un turban et une barbe pour ainsi devenir un homme et accomplir ses rêves. Veera devient alors Veer Pratap Singh (clin d'œil à Veer-Zaara). Sa grande intelligence dans le domaine lui vaut une place dans l'équipe de Rohan.
Dil Bole Hadippa est inspirée de She's the Man, une comédie romantique américaine de 2006 avec Amanda Bynes, elle-même tirée de la pièce de William Shakespeare La Nuit des rois.

## Fiche Technique
- Titre original : Dil Bole Hadippa (d'abord appelé Hadippa)
- Réalisation : Anurag Singh
- Producteur : Aditya Chopra
- Pays :  Inde
- Musique : Pritam
- Sortie : 18 septembre 2009
- Langues : hindi / anglais

## Distribution
| Acteurs/Actrices | Rôles                    |
| ---------------- | ------------------------ |
| Shahid Kapoor    | Rohan Kapoor             |
| Rani Mukerji     | Veera Kaur               |
| Anupam Kher      | Vikram Kapoor(Vicky)     |
| Om Puri          | Liyaqat Ali Khan (Lucky) |
| Rakhi Sawant     | Shanon Wills             |
| Sherlyn Chopra   | Soniya .A.K. Kapoor      |
| Vallabh Vyas     | Parimal Chaturvedi       |
| Vrajesh Hirjee   | Chamkila                 |
| Poonam Dhillon   | Femme de Liaqat          |
| Tabu             | Femme de Parimal         |